# Bildanje
Bildanje, bodibilding ili bodi-bilding(engleski: bodybuilding) planski je, sustavni i trajni proces hipertrofije, definicije muskulaturnog sustava i tjelesne simetrije. Osobe koje se bave ovim sportom nazivaju se bodibilderima.
Početci bodibuildinga sežu u 19. stoljeće, kada je počelo veće zanimanje za mišićav izgled tijela po uzoru na drevne Grke. Na treningu u teretani, izvode se vježbe s utezima i na posebno oblikovanim spravama s ciljem stimuliranja rasta mišićne mase. Za rast i obnovu mišića iznimno je važna prehrana s dovoljnim brojem kalorija, s mnogo manjih obroka tijekom dana, da se potakne metabolizam, olakša apsorpcija hrane i održi stalna razina šećera u krvi. Bjelančevine su odgovorne za rast i obnovu mišića, a ugljikohidrati nadoknađuju gubitak energije zbog treninga. Često se koriste i dodaci prehrani poput koncentrata bjelančevina u prahu, vitaminskih pripravaka, omega-3 kiselina, kreatina i različitih aminokiselina poput glutamina. Na natjecanjima, sudci ocijenjuju mišićnu masu, definiciju mišića, simetriju, proporcije i nastup na pozornici. 
Najpoznatije natjecanje u bodibuildingu je Mr. Olympia čiji je osnivač Joe Weider.